# Ghost in the Shell: Stand Alone Complex OST
Ghost in the Shell: Stand Alone Complex OST è la prima colonna sonora della serie animata Ghost in the Shell: Stand Alone Complex, composta da Yōko Kanno. Include le tracce composte per la prima stagione della serie, ed è stata prodotta da Kanno, Victor Entertainment e Bandai.

## Lista delle tracce
1. Run Rabbit Junk
  - voce: hyde
2. Yakitori
3. Stamina Rose
  - voce: Gabriela Robin
4. Surf
5. Where Does This Ocean Go?
  - voce: Ilaria Graziano
6. Train Search
7. Siberian Doll House
  - voce: Gabriela Robin
8. Velveteen
  - voce: Ilaria Graziano
9. Lithium Flower
  - voce: Scott Matthew
10. Home Stay
11. Inner Universe
  - voce: Origa e Benedict Delmaestro
  - testi: Origa, Shanti Snyder
12. Fish - Silent Cruise
  - voce: Benedict Delmaestro
13. Some Other Time
  - voce: Gabriela Robin
14. Beauty Is Within Us
  - voce: Scott Matthew
15. We're the Great
16. Monochrome
  - voce: Ilaria Graziano
17. GET9 (versione TV)
  - voce: Jillmax
18. Rise (versione TV)
  - voce: Origa